# Junsele revir
Junsele revir var ett skogsförvaltningsområde inom Mellersta Norrlands överjägmästardistrikt, Västernorrlands län, som omfattade delar av Anundsjö och Skorpeds socknar, liksom Junsele, Ådals-Lidens, Resele, Eds, Multrå, Sånga, Överlännäs, Boteå, Styrnäs och Ramsele socknar och var indelat i tre bevakningstrakter. Inom reviret fanns 29 allmänna skogar om tillsammans 38 273 hektar, därav 19 kronoparker med en sammanlagd areal av 32 808 hektar (1905).